# Saint-Gilles-de-Livet
Pour les articles homonymes, voir Saint-Gilles.
Saint-Gilles-de-Livet est une ancienne commune française du département du Calvados et la région Normandie, intégrée au territoire de Rumesnil depuis 1840.

## Toponymie
Le nom de la localité est attesté sous la forme ecclesia Sancti Egidii vers 1350. La paroisse était dédiée à Gilles l'Ermite. Livet est une mauvaise graphie de l'ivet désignant un endroit occupé par des ifs.

## Histoire
La commune est réunie à Rumesnil par l'ordonnance du 7 avril 1840 en même temps que Les Groisilliers.

## Démographie
| 1793 | 1800 | 1806 | 1821 | 1831 | 1836 |
| ---- | ---- | ---- | ---- | ---- | ---- |
| 73   | 78   | 78   | 77   | 58   | 70   |